# 琴頭蜥
琴頭蜥（學名：Lyriocephalus scutatus）是飛蜥科的一種蜥蜴，是琴頭蜥屬下唯一物種。它們分佈在斯里蘭卡。

## 保育狀況
其被列為《瀕危野生動植物種國際貿易公約》附錄二的物種，被限制出口及貿易。野生标本商业目的出口零限额。